# George Hepplewhite
George Hepplewhite, född omkring 1727, död 21 juni 1786, var en brittisk möbeltecknare och snickare.
Hans firma utgav 1788 The cabinet maker's and uphilsterer's guide (nya upplagor 1789 och 1794, nytryck 1897). Hepplewhites namn betecknar en egen fas inom brittisk möbelkonst, och efterträdde Chippendales och kännetecknas av en lättare och elegantare formgivning, inspirerad av Ludvig XVI:s stil. Han fullföljde dock engelska traditioner. I länder, där brittiskt inflytande gjort sig gällande, främst i länderna runt Nordsjön, har Hepplewhites möbler efterbildats.